# Venezuela en los Juegos Paralímpicos de Atenas 2004
Venezuela estuvo representada en los Juegos Paralímpicos de Atenas 2004 por un total de 16 deportistas, 14 hombres y dos mujeres.

## Medallistas
El equipo paralímpico venezolano obtuvo las siguientes medallas:
| Nombre                                                   | Deporte   | Evento                     |
| -------------------------------------------------------- | --------- | -------------------------- |
| Oro                                                      |           |                            |
| —                                                        |           |                            |
| Plata                                                    |           |                            |
| Ricardo Santana                                          | Atletismo | 100 m T12 masculino        |
| Bronce                                                   |           |                            |
| Ricardo Santana                                          | Atletismo | 200 m T12 masculino        |
| Odúver Daza Ricardo Santana Aníbal Bello José Villarreal | Atletismo | 4 × 100 m T11-13 masculino |